# Tim Krul
Timothy Michael Krul známý jako Tim Krul (* 3. dubna 1988 Haag) je nizozemský profesionální fotbalový brankář, který působí v anglickém klubu Luton Town FC. Mezi lety 2011 a 2021 odchytal také 15 utkání v dresu nizozemské reprezentace. Účastník EURA 2012 v Polsku a na Ukrajině, EURA 2020 a Mistrovství světa 2014 v Brazílii.

## Klubová kariéra
V Nizozemsku hrál na mládežnické úrovni za klub ADO Den Haag. V červenci 2005 odešel do anglického Newcastle United, kde hrál nadále v mládežnických týmech a později v jeho dresu debutoval v profi fotbale. V sezoně 2007/08 hostoval ve skotském celku Falkirk FC a od listopadu 2008 do ledna 2009 v anglickém Carlisle United.

## Reprezentační kariéra

### Mládežnické reprezentace
Byl členem nizozemských mládežnických výběrů. Zúčastnil se Mistrovství světa hráčů do 17 let 2005 v Peru, kde mladí Nizozemci vybojovali bronzové medaile. Byl přítomen i na domácím Mistrovství Evropy hráčů do 21 let 2007, kde Nizozemsko obhájilo titul v této věkové kategorii z roku 2006. Ve finále porazili Nizozemci Srbsko 4:1.

### A-mužstvo
V nizozemském reprezentačním A-mužstvu debutoval v přátelském zápase proti domácí Brazílii 4. června 2011, odchytal celé střetnutí a neinkasoval žádný gól (remíza 0:0).
Zúčastnil se EURA 2012 v Polsku a na Ukrajině, ale neodchytal v těžké „skupině smrti“ s Dánskem, Německem a Portugalskem ani jeden zápas. Nizozemsko prohrálo všechny tři zápasy a skončilo na posledním místě základní skupiny.
Trenér Louis van Gaal jej vzal na Mistrovství světa 2014 v Brazílii, mimo něj byli nominováni i brankáři Jasper Cillessen z Ajaxu Amsterdam a Michel Vorm ze Swansea City AFC. Jeho chvíle na šampionátu přišla ve čtvrtfinále s Kostarikou, kdy jej trenér Louis van Gaal poslal do penaltového rozstřelu místo Jaspera Cillessena. Krul se snažil Kostaričany před kopy rozhodit a dokázal zneškodnit dva jejich pokusy. Nizozemsko postoupilo mezi čtyři nejlepší celky. Bylo to jeho jediné vystoupení na turnaji. Nizozemci prohráli semifinále s Argentinou na penalty a šli do boje o třetí místo proti Brazílii, který vyhráli 3:0 a získali bronzové medaile.